# The Time Traveler's Wife
The Time Traveler's Wife (bra: Te Amarei para Sempre; prt: A Mulher do Viajante do Tempo) é um filme norte-americano de 2009, do gênero drama romântico-científico, dirigido por Robert Schwentke, com roteiro baseado no livro A Mulher do Viajante do Tempo, de Audrey Niffenegger, e inspirado na canção Hard to Say I'm Sorry, composta por Peter Cetera e David Foster e gravada em 1982 pela banda Chicago.
O filme é estrelado por Eric Bana como Henry DeTamble, um bibliotecário de Chicago com uma desordem genética que o faz viajar aleatoriamente no tempo, enquanto tenta construir um relacionamento romântico com seu amor, Clare Abshire, interpretada por Rachel McAdams.

## Sinopse
No início dos anos 70, Henry DeTamble sofre um acidente de carro com sua mãe, o que resulta na morte dela. Henry sobrevive por viajar no tempo duas semanas antes. Momentos depois, Henry é ajudado por uma versão mais velha dele mesmo, que também havia viajado no tempo. Incapaz de controlar a duração ou os destinos de suas viagens, Henry encontra-se atraído por pessoas significativas, lugares e eventos em sua vida, mas é incapaz de mudar os eventos além das pequenas diferenças que sua presença cria.
Em 1991, Henry conhece Clare, que está muito feliz ao vê-lo, embora ele realmente a esteja encontrando pela primeira vez. Clare explica que ela tem encontrado Henry pela maior parte de sua vida e que ele é seu melhor amigo. Eles começam um relacionamento, desafiado pela desordem de Henry. Suas viagens esporádicas são ainda mais complicadas pelo fato de que ele está completamente nu quando chega a seu destino e, desde jovem, aprendeu a abrir fechaduras e a roubar para conseguir roupas e sobreviver em suas viagens. Entre suas escapadas, ocorrem muitas visitas à jovem Clare. No diário de Clare dos tempos presentes, ele obtém uma lista de datas de quando ele a visitou e pede à jovem que ela espere por ele levando roupas. Apaixonados, Henry e Clare casam-se. Na verdade, ele viaja no tempo antes da cerimônia e outra versão dele chega a tempo de entrar em cena.
Os desaparecimentos de Henry tornam-se um obstáculo em sua relação com Clare. Sua desordem o permite ganhar na loteria e também faz com que ele tenha um filho com Clare. Contudo, o filho não nasce, pois herda os genes do pai e viaja no tempo ainda feto. Após inúmeros abortos, ele faz uma vasectomia em segredo, mas Clare se engravida de uma versão mais nova de Henry.  Antes que a criança nasça, Henry avança no tempo e encontra sua filha Alba, que lhe diz que também é uma viajante do tempo e que tem certo controle sobre onde e quando viaja. Ela também diz a Henry que ele morrera quando ela tinha cinco anos, fato que Henry não revela a Clare.
Algumas vezes a jovem Alba é visitada por sua versão pré-adolescente e, em uma das visitas, tenta preparar a menina para a morte de Henry. Clare logo descobre o que está por vir. Mais tarde, em uma de suas viagens, Henry é baleado pelo pai de Clare que tentava atirar em um alce, ele então retorna no tempo para morrer nos braços de Clare. Após alguns anos, uma versão de Henry visita Alba e Clare, dando esperanças de que ele a visitaria novamente, porém diz para que Clare não passe a vida esperando por ele.

## Elenco
- Rachel McAdams (Clare Abshire)
- Eric Bana (Henry DeTamble)
- Alex Ferris (Henry DeTamble - 6 anos)
- Brooklynn Proulx (Clare Abshire - 6 a 8 anos)
- Michelle Nolden (Annette DeTamble)
- Arliss Howard (Richard DeTamble)
- Jane McLean (Charisse)
- Ron Livingston (Gomez)
- Brian Bisson (Mark Abshire)
- Maggie Castle (Alicia Abshire)
- Fiona Reid (Lucille Abshire)
- Philip Craig (Philip Abshire)
- Stephen Tobolowsky (Dr. David Kendrick)
- Hailey McCann (Alba - 9 a 10 anos)
- Donald Carrier (Dr. Osman)
- Jean Yoon (Dr. Montague)
- Tatum McCann (Alba - 4 a 5 anos)